# Supercoppa italiana 2018 (beach soccer)
La Supercoppa italiana 2018 si è disputata il 9 agosto 2018 a Catania. È stata la quindicesima edizione di questo trofeo ed è stata vinta dal Viareggio per la prima volta.

## Tabellino
| Arbitro: | Bottalico e Contrafatto (ITA) |

|                           |                      |                      |
| Gentilin 8pt’ Ietri 12st’ | Marcatori            | 11pt’, 10tt’ Marinai |
| Palma Jordan Bruno Novo   | Tiri di rigore 2 – 3 | Marinai Bryan Remedi |